# Auribeau-sur-Siagne
Auribeau-sur-Siagne (Auribello in italiano desueto e occitano) è un comune francese di 3 001 abitanti situato nel dipartimento delle Alpi Marittime della regione della Provenza-Alpi-Costa Azzurra.

## Storia

### Simboli
Il comune non utilizza lo stemma nella comunicazione ufficiale preferendo un logo che rappresenta una veduta del paese.

## Società

### Evoluzione demografica
Abitanti censiti

## Galleria d'immagini

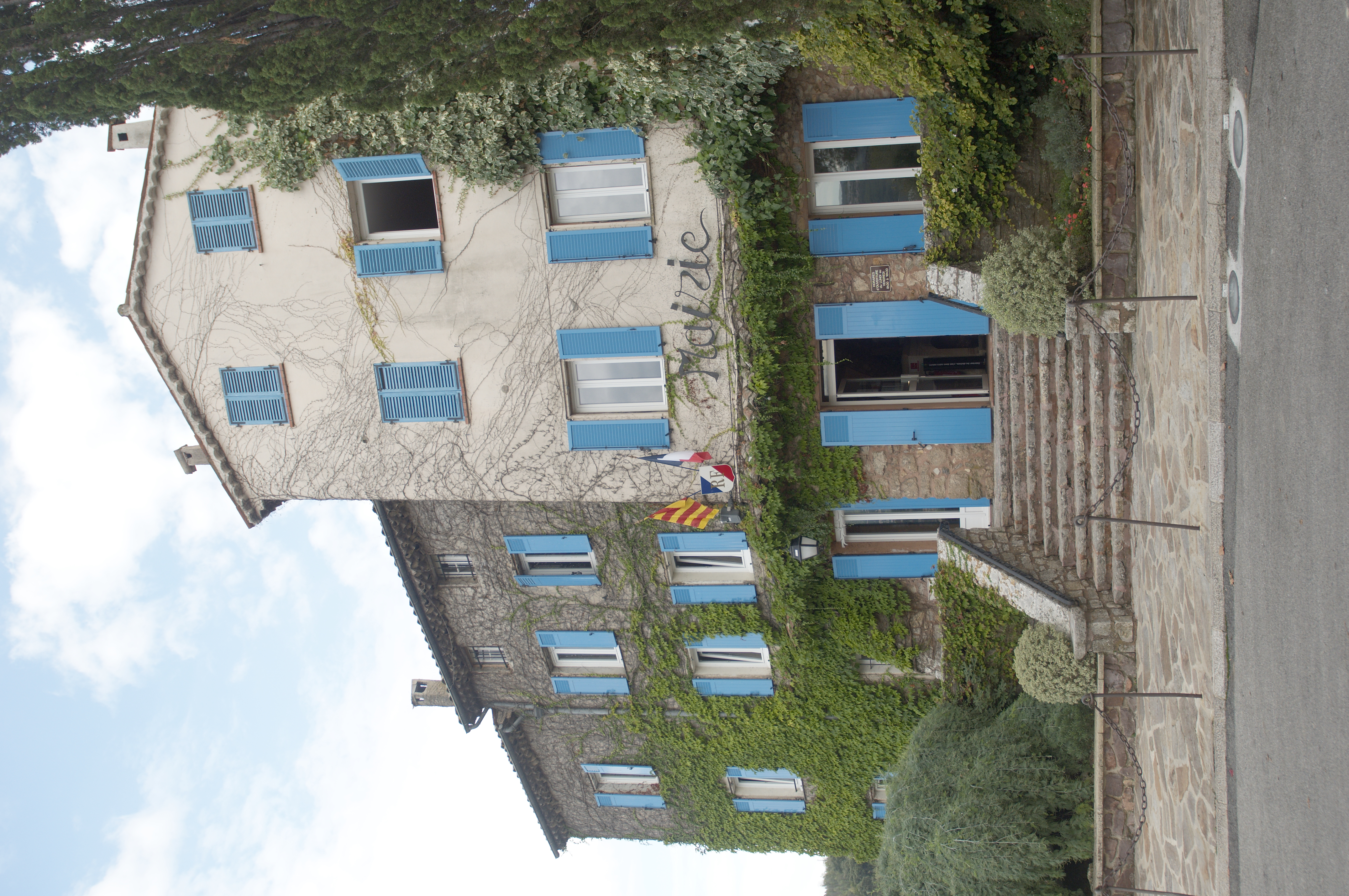
Il municipio
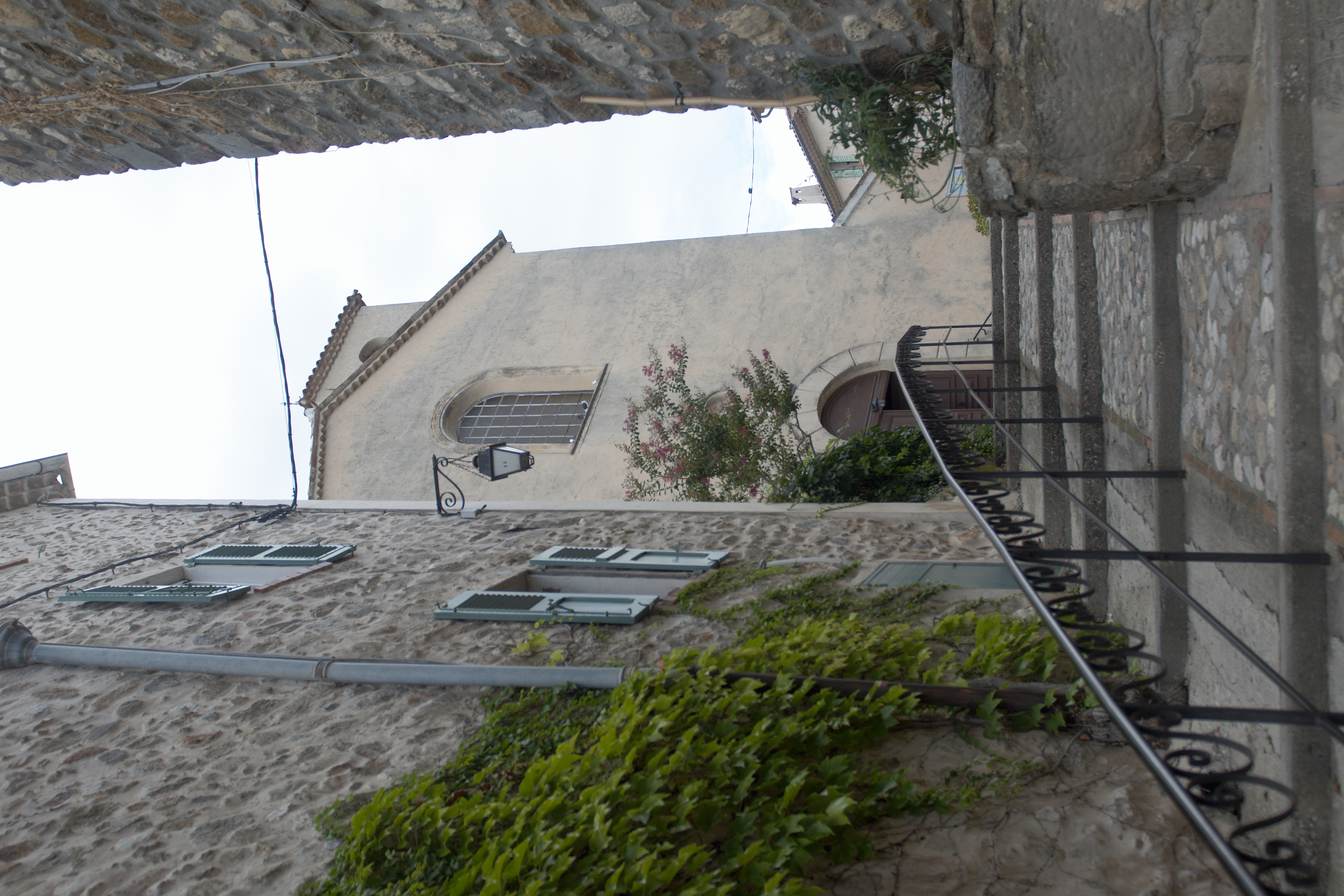
Chiesa
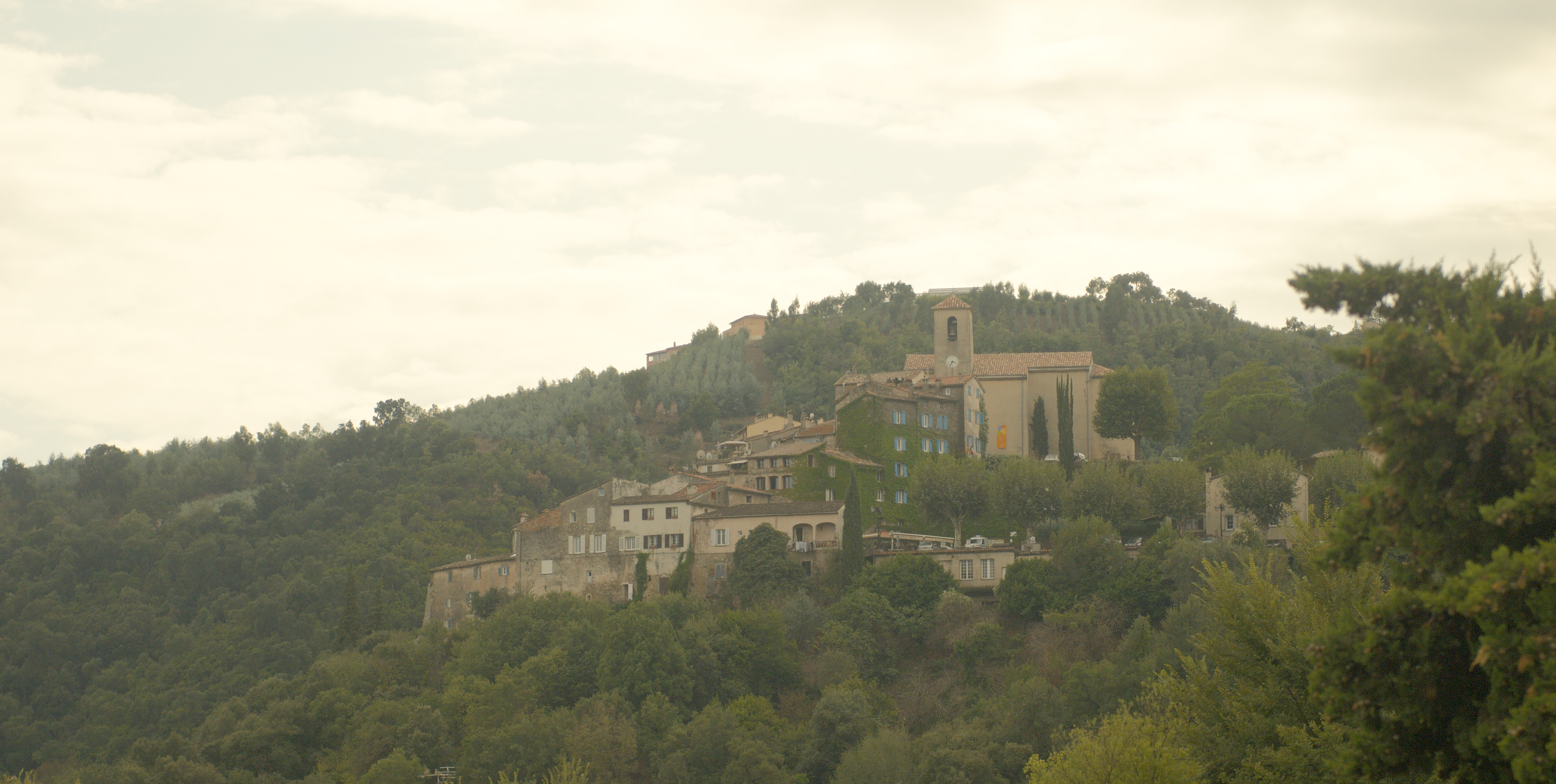
Panorama del centro storico